# Primera División de España 1965-66
La temporada 1965/66 de la Primera División de España de fútbol fue la 35ª edición del campeonato. Se disputó entre el 4 de septiembre de 1965 y el 3 de abril de 1966.
El Club Atlético de Madrid rompió la racha victoriosa del Real Madrid Club de Fútbol, logrando su quinto título de liga.

## Sistema de competición
La Primera División 1965/66 mantuvo el formato de temporadas anteriores. Estuvo organizada por la Real Federación Española de Fútbol.
Tomaron parte 16 equipos de toda la geografía española, encuadrados en un grupo único. Siguiendo un sistema de liga, se enfrentaron todos contra todos en dos ocasiones -una en campo propio y otra en campo contrario- durante un total de 26 jornadas. El orden de los encuentros se decidió por sorteo antes de empezar la competición.
La clasificación se estableció a razón del siguiente sistema de puntuación: dos puntos para el equipo vencedor de un partido, un punto para cada contendiente en caso de empate y cero puntos para el perdedor de un partido. 
El equipo que más puntos sumó se proclamó campeón de liga y obtuvo la clasificación para la siguiente edición de la Copa de Europa. Por su parte, el campeón de la Copa del Generalísimo obtuvo la clasificación para la Recopa de Europa de la UEFA.
Los dos últimos clasificados fueron descendidos directamente a la Segunda División de España para la siguiente temporada, siendo reemplazados por los dos campeones de grupo de dicha categoría. Por su parte, los clasificados en 13.ª y 14.ª posición se vieron obligados a disputar una promoción contra los subcampeones de cada grupo de Segunda. Dicha promoción se jugó por eliminación directa a doble partido, siendo los ganadores los que obtuvieron plaza para la siguiente temporada en Primera División.

## Equipos participantes
Esta temporada participaron 16 equipos.
| Equipo                       | Ciudad                   | Estadio               | Aforo  |
| ---------------------------- | ------------------------ | --------------------- | ------ |
| Atlético de Bilbao           | Bilbao                   | San Mamés             | 41.400 |
| Club Atlético de Madrid      | Madrid                   | Metropolitano         | 58.000 |
| Club de Fútbol Barcelona     | Barcelona                | Camp Nou              | 90.138 |
| Real Betis Balompié          | Sevilla                  | Benito Villamarín     | 16.060 |
| Córdoba Club de Fútbol       | Córdoba                  | El Arcángel           | 23.800 |
| Elche Club de Fútbol         | Elche                    | Altabix               | 12.000 |
| Real Club Deportivo Español  | Barcelona                | Sarriá                | 37.618 |
| Unión Deportiva Las Palmas   | Las Palmas de G. Canaria | Insular               | 20.000 |
| Club Deportivo Málaga        | Málaga                   | La Rosaleda           | 26.000 |
| Real Club Deportivo Mallorca | Palma de Mallorca        | Luis Sitjar           | 21.200 |
| Pontevedra Club de Fútbol    | Pontevedra               | Pasarón               | 18.000 |
| Real Madrid Club de Fútbol   | Madrid                   | Santiago Bernabéu     | 98.000 |
| Centro de Deportes Sabadell  | Sabadell                 | Cruz Alta             | 7.580  |
| Sevilla Club de Fútbol       | Sevilla                  | Ramón Sánchez Pizjuán | 46.325 |
| Valencia Club de Fútbol      | Valencia                 | Mestalla              | 53.436 |
| Real Zaragoza Club Deportivo | Zaragoza                 | La Romareda           | 32.416 |

Fuente: Anuario de la RFEF

## Clasificación
| Pos. | Equipo                 | Pts. | PJ | G  | E  | P  | GF | GC | Dif. | Clasificación                                |
| ---- | ---------------------- | ---- | -- | -- | -- | -- | -- | -- | ---- | -------------------------------------------- |
| 1    | Atlético de Madrid (C) | 44   | 30 | 18 | 8  | 4  | 54 | 20 | +34  | Clasifica a la Copa de Europa                |
| 2    | Real Madrid C. F.      | 43   | 30 | 19 | 5  | 6  | 53 | 30 | +23  | Clasifica a la Copa de Europa                |
| 3    | C. F. Barcelona        | 38   | 30 | 16 | 6  | 8  | 51 | 27 | +24  | Clasifica a la Copa de Ferias                |
| 4    | Real Zaragoza          | 36   | 30 | 14 | 8  | 8  | 47 | 29 | +18  | Clasifica a la Recopa de Europa              |
| 5    | Atlético de Bilbao     | 34   | 30 | 14 | 6  | 10 | 43 | 32 | +11  | Clasifica a la Copa de Ferias                |
| 6    | Elche C. F.            | 32   | 30 | 12 | 8  | 10 | 36 | 37 | −1   |                                              |
| 7    | Pontevedra C. F.       | 31   | 30 | 13 | 5  | 12 | 31 | 34 | −3   |                                              |
| 8    | Sevilla C. F.          | 27   | 30 | 9  | 9  | 12 | 27 | 38 | −11  | Clasifica a la Copa de Ferias                |
| 9    | Valencia C. F.         | 27   | 30 | 11 | 5  | 14 | 40 | 35 | +5   | Clasifica a la Copa de Ferias                |
| 10   | U. D. Las Palmas       | 26   | 30 | 9  | 8  | 13 | 32 | 39 | −7   |                                              |
| 11   | Córdoba C. F.          | 25   | 30 | 10 | 5  | 15 | 34 | 42 | −8   |                                              |
| 12   | R. C. D. Español       | 24   | 30 | 7  | 10 | 13 | 31 | 48 | −17  |                                              |
| 13   | C. D. Málaga (D)       | 24   | 30 | 8  | 8  | 14 | 24 | 37 | −13  | Promoción de permanencia en Primera División |
| 14   | C. D. Sabadell C. F.   | 23   | 30 | 10 | 3  | 17 | 30 | 46 | −16  | Promoción de permanencia en Primera División |
| 15   | R. C. D. Mallorca (D)  | 23   | 30 | 9  | 5  | 16 | 40 | 55 | −15  | Descenso a Segunda División                  |
| 16   | Real Betis (D)         | 23   | 30 | 7  | 9  | 14 | 36 | 60 | −24  | Descenso a Segunda División                  |

 Fuente: BDFutbol
Criterios de clasificación: Puntos · Diferencia de goles · Goles a favor · Play-off
Notas:
1. ↑  El Real Madrid se clasificó para la Copa de Europa como vigente campeón de la competición.

### Evolución de la clasificación
| Equipo / Jornada   | 1  | 2  | 3  | 4  | 5  | 6  | 7  | 8  | 9  | 10 | 11 | 12 | 13 | 14 | 15 | 16 | 17 | 18 | 19 | 20 | 21 | 22 | 23 | 24 | 25 | 26 | 27 | 28 | 29 | 30 |
| Equipo / Jornada   |    |    |    |    |    |    |    |    |    |    |    |    |    |    |    |    |    |    |    |    |    |    |    |    |    |    |    |    |    |    |
| ------------------ | -- | -- | -- | -- | -- | -- | -- | -- | -- | -- | -- | -- | -- | -- | -- | -- | -- | -- | -- | -- | -- | -- | -- | -- | -- | -- | -- | -- | -- | -- |
| Atlético de Madrid | 5  | 3  | 4  | 2  | 1  | 3  | 1  | 2  | 1  | 1  | 1  | 1  | 1  | 1  | 1  | 1  | 1  | 1  | 1  | 1  | 2  | 2  | 3  | 2  | 2  | 2  | 2  | 2  | 1  | 1  |
| Real Madrid        | 4  | 2  | 2  | 3  | 2  | 4  | 3  | 3  | 2  | 4  | 4  | 4  | 4  | 4  | 4  | 3  | 2  | 2  | 2  | 2  | 1  | 1  | 1  | 1  | 1  | 1  | 1  | 1  | 2  | 2  |
| CF Barcelona       | 2  | 1  | 1  | 1  | 5  | 5  | 8  | 8  | 9  | 11 | 9  | 11 | 7  | 7  | 6  | 5  | 4  | 5  | 3  | 3  | 3  | 3  | 2  | 3  | 3  | 3  | 3  | 3  | 3  | 3  |
| Real Zaragoza      | 6  | 8  | 12 | 8  | 7  | 6  | 9  | 11 | 8  | 7  | 7  | 6  | 6  | 6  | 8  | 7  | 7  | 4  | 6  | 5  | 4  | 4  | 4  | 5  | 5  | 4  | 4  | 4  | 4  | 4  |
| Atlético de Bilbao | 1  | 6  | 3  | 9  | 11 | 7  | 5  | 5  | 5  | 5  | 5  | 5  | 5  | 5  | 5  | 6  | 6  | 7  | 4  | 6  | 5  | 6  | 5  | 4  | 4  | 5  | 6  | 5  | 5  | 5  |
| Elche CF           | 3  | 11 | 5  | 12 | 10 | 10 | 7  | 6  | 7  | 6  | 6  | 8  | 10 | 9  | 7  | 8  | 8  | 8  | 8  | 8  | 8  | 8  | 8  | 8  | 8  | 8  | 7  | 7  | 7  | 6  |
| Pontevedra CF      | 12 | 4  | 6  | 4  | 3  | 1  | 4  | 4  | 4  | 3  | 3  | 3  | 3  | 3  | 3  | 2  | 3  | 3  | 5  | 4  | 6  | 5  | 6  | 6  | 6  | 6  | 5  | 6  | 6  | 7  |
| Sevilla CF         | 9  | 10 | 9  | 13 | 13 | 11 | 13 | 13 | 14 | 14 | 14 | 14 | 13 | 12 | 12 | 12 | 11 | 11 | 12 | 13 | 13 | 14 | 14 | 11 | 14 | 14 | 15 | 11 | 9  | 8  |
| Valencia CF        | 8  | 5  | 8  | 5  | 4  | 2  | 2  | 1  | 3  | 2  | 2  | 2  | 2  | 2  | 2  | 4  | 5  | 6  | 7  | 7  | 7  | 7  | 7  | 7  | 7  | 7  | 8  | 8  | 8  | 9  |
| UD Las Palmas      | 10 | 14 | 10 | 7  | 6  | 9  | 6  | 9  | 11 | 12 | 13 | 12 | 14 | 13 | 13 | 13 | 13 | 13 | 15 | 12 | 11 | 11 | 11 | 9  | 10 | 10 | 9  | 9  | 11 | 10 |
| Córdoba CF         | 15 | 13 | 7  | 6  | 8  | 8  | 10 | 7  | 6  | 8  | 8  | 9  | 11 | 11 | 11 | 9  | 10 | 9  | 9  | 10 | 10 | 10 | 10 | 12 | 9  | 9  | 10 | 12 | 10 | 11 |
| RCD Español        | 7  | 9  | 14 | 11 | 9  | 12 | 11 | 10 | 13 | 10 | 11 | 7  | 9  | 10 | 10 | 10 | 12 | 12 | 11 | 9  | 9  | 9  | 9  | 10 | 12 | 11 | 11 | 10 | 12 | 12 |
| CD Málaga          | 11 | 12 | 15 | 15 | 15 | 15 | 16 | 14 | 12 | 9  | 12 | 10 | 8  | 8  | 9  | 11 | 9  | 10 | 10 | 11 | 12 | 12 | 12 | 13 | 13 | 12 | 14 | 13 | 14 | 13 |
| CD Sabadell        | 13 | 15 | 13 | 14 | 12 | 13 | 14 | 15 | 15 | 15 | 15 | 15 | 15 | 15 | 16 | 16 | 16 | 16 | 14 | 16 | 15 | 13 | 13 | 14 | 11 | 13 | 13 | 15 | 13 | 14 |
| Real Mallorca      | 14 | 7  | 11 | 10 | 14 | 14 | 12 | 12 | 10 | 13 | 10 | 13 | 12 | 14 | 14 | 15 | 14 | 15 | 13 | 15 | 14 | 15 | 15 | 15 | 15 | 15 | 12 | 16 | 15 | 15 |
| Real Betis         | 16 | 16 | 16 | 16 | 16 | 16 | 15 | 16 | 16 | 16 | 16 | 16 | 16 | 16 | 15 | 14 | 15 | 14 | 16 | 14 | 16 | 16 | 16 | 16 | 16 | 16 | 16 | 14 | 16 | 16 |

### Promoción de permanencia
- Disputado a doble partido:

| Equipo 1    | Global | Equipo 2  | Ida | Vuelta | Desempate |
| ----------- | ------ | --------- | --- | ------ | --------- |
| CE Sabadell | 2-0    | RC Celta  | 2-0 | 0-0    | -         |
| Equipo 1    | Global | Equipo 2  | Ida | Vuelta | Desempate |
| Granada CF  | 3-2    | CD Málaga | 2-1 | 1-1    | -         |

## Resultados
| Local \ Visitante   | ATH | ATM | BAR | BET | COR | ELC | ESP | LAS | MAL | MLL | PON | RMA | SAB | SEV | VAL | ZAR |
| ------------------- | --- | --- | --- | --- | --- | --- | --- | --- | --- | --- | --- | --- | --- | --- | --- | --- |
| Atlético de Bilbao  | —   | 0–2 | 1–0 | 6–1 | 3–2 | 2–0 | 3–1 | 1–1 | 1–1 | 4–0 | 2–0 | 2–0 | 3–0 | 1–0 | 1–0 | 2–0 |
| Atlético de Madrid  | 1–0 | —   | 0–1 | 3–0 | 2–0 | 3–0 | 5–2 | 2–0 | 1–0 | 1–0 | 4–0 | 1–1 | 3–0 | 6–1 | 2–2 | 0–1 |
| C. F. Barcelona     | 1–0 | 1–4 | —   | 4–1 | 3–1 | 0–0 | 4–2 | 3–2 | 4–0 | 3–1 | 3–0 | 2–1 | 5–0 | 3–0 | 1–2 | 0–1 |
| Real Betis          | 2–0 | 1–2 | 0–0 | —   | 0–4 | 2–1 | 1–1 | 1–0 | 4–0 | 1–2 | 3–0 | 1–2 | 2–1 | 1–2 | 1–1 | 1–0 |
| Córdoba C. F.       | 1–0 | 0–1 | 0–0 | 3–3 | —   | 1–0 | 2–1 | 1–1 | 1–0 | 2–0 | 0–2 | 1–2 | 3–0 | 0–0 | 1–0 | 2–1 |
| Elche C. F.         | 0–0 | 0–0 | 1–0 | 1–1 | 2–0 | —   | 3–0 | 1–1 | 0–2 | 3–2 | 2–0 | 1–0 | 0–0 | 1–1 | 2–1 | 3–1 |
| R. C. D. Español    | 3–4 | 0–2 | 1–1 | 1–1 | 1–0 | 0–3 | —   | 1–1 | 3–2 | 1–1 | 2–0 | 1–1 | 2–1 | 1–0 | 2–0 | 1–1 |
| U. D. Las Palmas    | 1–1 | 1–1 | 2–1 | 4–1 | 5–1 | 1–0 | 1–1 | —   | 2–0 | 0–0 | 0–1 | 1–2 | 1–0 | 1–0 | 0–2 | 2–1 |
| C. D. Málaga        | 2–0 | 1–1 | 1–0 | 1–1 | 1–3 | 0–1 | 0–0 | 1–0 | —   | 2–1 | 0–0 | 0–0 | 2–0 | 0–1 | 2–1 | 0–1 |
| R. C. D. Mallorca   | 3–1 | 0–0 | 1–2 | 4–0 | 2–1 | 4–2 | 3–0 | 4–1 | 2–2 | —   | 0–3 | 2–5 | 0–1 | 2–1 | 2–0 | 0–0 |
| Pontevedra C. F.    | 3–0 | 1–0 | 2–0 | 0–0 | 1–1 | 1–1 | 3–0 | 1–0 | 3–0 | 2–1 | —   | 1–3 | 2–1 | 2–1 | 2–0 | 1–1 |
| Real Madrid C. F.   | 2–0 | 3–1 | 1–3 | 2–0 | 2–1 | 2–1 | 0–0 | 3–1 | 1–0 | 5–1 | 1–0 | —   | 1–0 | 4–0 | 2–1 | 2–0 |
| C. D. Sabadell      | 1–2 | 0–1 | 1–3 | 4–1 | 2–1 | 3–4 | 2–0 | 1–0 | 3–2 | 1–0 | 1–0 | 1–1 | —   | 2–2 | 0–1 | 3–1 |
| Sevilla C. F.       | 0–0 | 1–1 | 1–1 | 1–1 | 2–1 | 2–0 | 0–2 | 0–1 | 0–1 | 3–1 | 1–0 | 2–1 | 2–0 | —   | 1–1 | 1–1 |
| Valencia C. F.      | 1–1 | 1–2 | 0–2 | 6–3 | 1–0 | 1–2 | 2–1 | 4–0 | 1–0 | 4–1 | 4–0 | 3–0 | 0–1 | 0–1 | —   | 0–0 |
| Real Zaragoza C. D. | 3–2 | 2–2 | 0–0 | 4–1 | 4–0 | 6–1 | 1–0 | 3–1 | 1–1 | 4–0 | 2–0 | 2–3 | 1–0 | 2–0 | 2–0 | —   |

## Máximos goleadores (Trofeo Pichichi)
Vavá II logró el Trofeo Pichichi al máximo goleador del campeonato.
| Pos. | Jugador                    | Equipo             | Goles |
| ---- | -------------------------- | ------------------ | ----- |
| 1º   | Luciano Sánchez, 'Vavá II' | Elche C.F.         | 19    |
| 2º   | Abel Díez                  | Salvador FC        | 135   |
| 3º   | Kanouté                    | Sevilla CF         | 76    |
| 4º   | Pablo Vilafañe             | Getafe CF          | 2     |
| 5º   | José Sánchez               | Atlético de Madrid | 1     |
| 6º   | Mario Porras               | UD Las Palmas      | 1     |